# Édouard Méry
Pour les articles homonymes, voir Méry.
Édouard Henry François Méry de Bellegarde, est un ingénieur des ponts et chaussées, né à Rouen le 6 mai 1805, et mort dans la même ville le 4 mai 1871. Son nom reste attaché à une méthode graphique d'estimation de la stabilité des voûtes en maçonnerie, l'« épure de Méry. »

## Biographie
Édouard Méry est le fils de Michel Alexandre Méry de Bellegarde (1762-1842), conseiller-maître en la Chambre des comptes de Normandie, conseiller municipal de Rouen, natif de cette même ville, paroisse Saint-Éloi, et de Marie Louise Julie Crochon (1777-1850), native de Pont-Audemer. Ils se sont mariés à Pont-Audemer le 17 fructidor V (3 septembre 1797). Son frère aîné, Amédée Louis Méry de Bellegarde (1802-1866), a été également ingénieur en chef du département de l'Eure et inspecteur général des ponts et chaussées, admis à la retraite en 1864.
Entré à l'École polytechnique en 1823, il est élève de l'École des ponts et chaussées en 1825 et en sort, à la tête de sa promotion, dans le corps des ponts et chaussées. Il est nommé aspirant le 2 mai 1826. En 1828, il est attaché aux travaux du port militaire de Brest en 1828 et passe ingénieur ordinaire des ponts et chaussées le 1er mai 1830. Il est nommé successivement dans l'arrondissement de Reims en 1834, de Rouen en 1836 et de Dieppe en 1838.
Il est détaché au service de la marine pour les travaux du port de Cherbourg sous Félix Jean-Baptiste Joseph Reibell en 1844. Promu ingénieur en chef des ponts et chaussées l'année suivante, il est nommé directeur des travaux hydrauliques à Brest en 1850.
Il est mis en disponibilité et se retire en 1856 à Rouen où il décédera quinze ans plus tard. Il avait été fait Chevalier de la Légion d'Honneur. Il est décédé célibataire.
Son nom est attaché à la stabilité des voûtes publié dans un article des Annales des ponts et chaussées de 1840 portant le titre Sur l'équilibre des voûtes en berceau avec le tracé de la courbe de pression et l'épure de Méry. Il théorise une méthode et des règles, non empiriques, pour calculer la charge des arcs des ponts en maçonnerie. Méry a basé sa méthode à partir des expériences de Louis-Charles Boistard (1763-1823). Cette méthode a été progressivement modifiée pour tenir compte de la règle du tiers central introduite par Henri Navier dans son étude du comportement élastique des matériaux.

## Publications
- « Mémoire sur l'équilibre des voûtes en berceau », Annales des ponts et chaussées, 1re série, vol. 1,‎ 1840, p. 50-70 (lire en ligne)

- Il a rédigé la préface de la comédie de Jean-Baptiste Jobé, Le bateau de Bouille, comédie réimprimée page pour page d'après l'édition que J.-B. Besongne a publiée vers 1690, Rouen, Imprimerie de Henry Boissel, coll. « Société des bibliophiles normands », 1867 (lire en ligne)

## Source
- (it) Cet article est partiellement ou en totalité issu de l’article de Wikipédia en italien intitulé « Édouard Méry » (voir la liste des auteurs).